# 切爾切 (卡明-卡希爾西基區)
51°44′31″N 24°52′53″E / 51.74194°N 24.88139°E
切爾切（烏克蘭語：Черче），是烏克蘭西北部的村莊，隸屬沃倫州的卡明-卡希爾斯基區。該村始建於1835年，面積10.43平方公里，海拔高度151米，2001年人口1,705，人口密度每平方公里163.44人。